# TV 교육위원회
《TV 교육위원회》는 KBS 2TV에서 1994년 5월 4일부터 1995년 2월 16일까지 방영된 교양 프로그램이다.

## 기획 의도
X세대로 지칭되는 청소년층에 대해 올바른 이해로 세대간의 갈등을 해소하고 건강한 가정상을 제시하는 프로그램이다.

## 방송 시간
| 방송 채널 | 방송 기간                          | 방송 시간                            |
| --------- | ---------------------------------- | ------------------------------------ |
| KBS 2TV   | 1994년 5월 4일 ~ 1994년 10월 5일   | 매주 수요일 저녁 8시 30분 ~ 9시 20분 |
| KBS 2TV   | 1994년 10월 13일 ~ 1995년 2월 16일 | 매주 목요일 저녁 8시 30분 ~ 9시 25분 |

## 역대 진행자
- 송지헌, 박정수

## 제작진
- 구성 : 강성도, 홍진아, 임희철, 공성혜
- 연출 : 장성환, 박찬홍, 황제연, 김학순

## 같이 보기
- 청소년
- 신세대 보고 - 어른들은 몰라요